# 20 mm Oerlikon

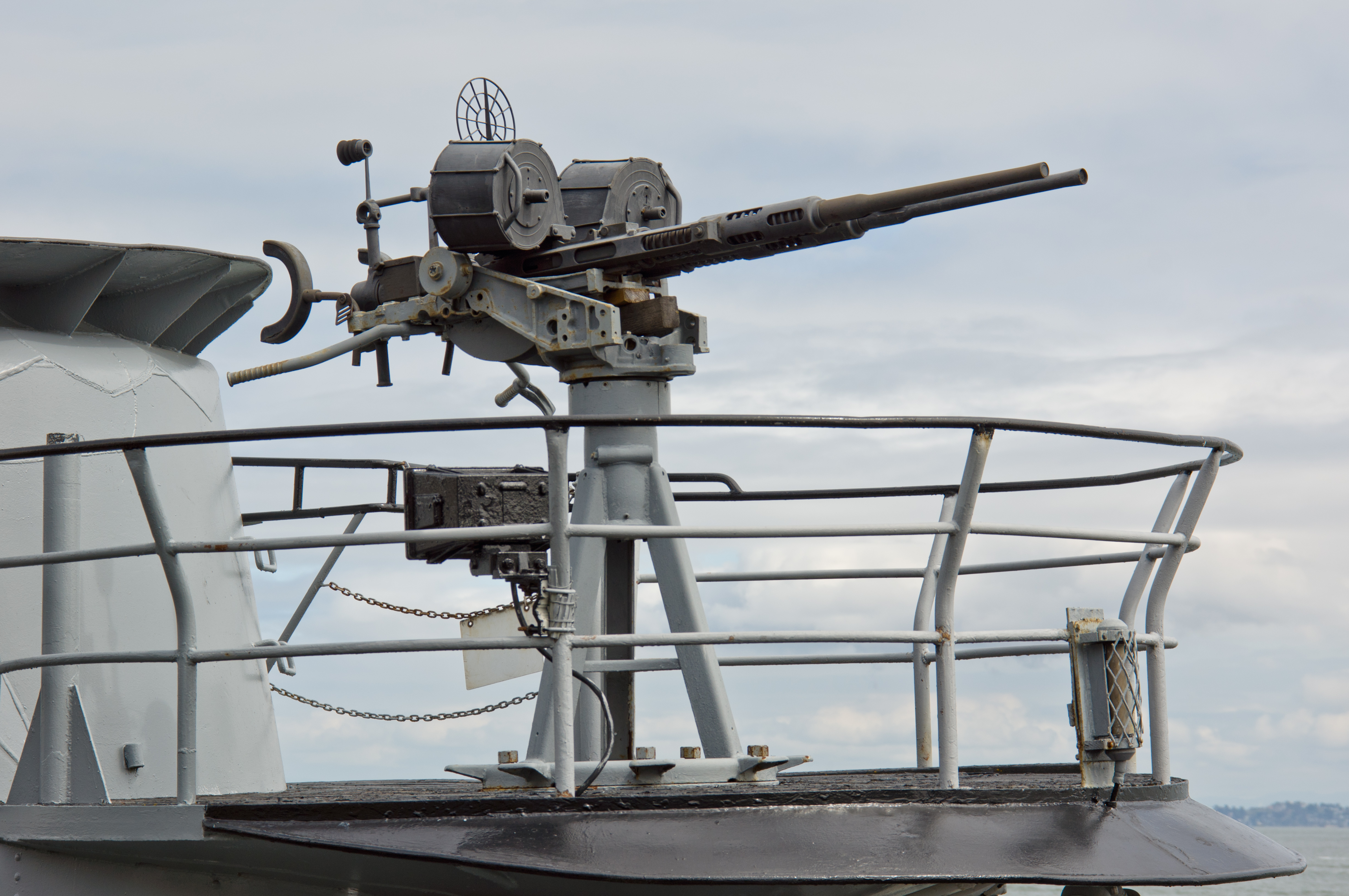
Działko 20 mm typu Oerlikon na pokładzie okrętu podwodnego USS „Pampanito” (SS-383)

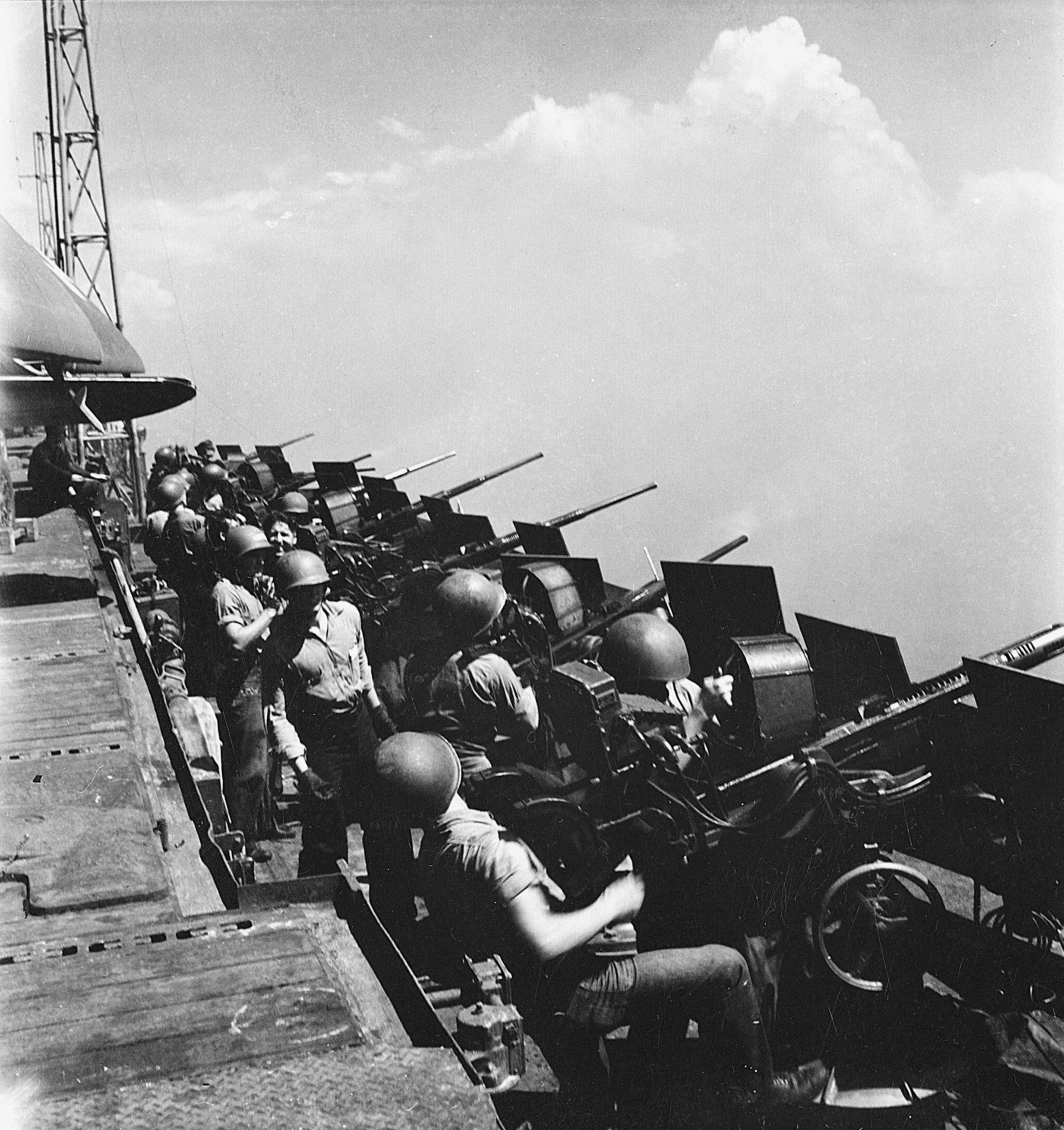
Rząd działek 20 mm na pokładzie lotniskowca USS „Hornet” (CV-12)

Oerlikon 20 mm – armata automatyczna kalibru 20 mm zaprojektowana przez Niemca Reinholda Beckera w 1914 i w zmodyfikowanej formie używana do tej pory przez siły zbrojne wielu państw.

## Historia
Pierwszym użytkownikiem działka była Armia Cesarstwa Niemieckiego w czasie I wojny światowej. W 1919 na mocy traktatu wersalskiego Niemcy utraciły prawo do produkcji, a patent na konstrukcję działka został wykupiony przez szwajcarską firmę SEMAG (Seebach Maschinenbau Aktien Gesellschaft) nieopodal Zurychu, która została przejęta w późniejszym okresie przez Werkzeug Maschinenfabrik Oerlikon. W latach 30. XX wieku działko było produkowane na licencji w wielu krajach Europy. Do upadku Francji w 1940 firma Oerlikon-Bührle sprzedawała krajom alianckim znaczne ilości tych działek, po czym przemyciła ich plany do Wielkiej Brytanii i USA, gdzie wyprodukowano odpowiednio 35 i 150 tysięcy egzemplarzy. W czasie II wojny światowej polscy inżynierowie pracujący w Wielkiej Brytanii opracowali uproszczoną wersję tego działka pod nazwą Polsten.  W czasie II wojny światowej używane było do obrony przeciwlotniczej zwłaszcza na okrętach US Navy i Royal Navy. Rzadziej montowane było w samolotach lub używane jako broń przeciwpancerna. W późniejszym czasie zostało w znacznej mierze zastąpione armatą przeciwlotniczą 40 mm Bofors.
W czasie wojny w Wietnamie w działko to uzbrajane były amerykańskie monitory rzeczne celem zwalczania siły żywej.
Pozostaje na uzbrojeniu wielu krajów, często stanowiąc wyposażenie jednostek straży granicznej, jak np. Straży Wybrzeża Stanów Zjednoczonych – zazwyczaj do tzw. strzałów ostrzegawczych.